# Manuel Antonio García
Pour les articles homonymes, voir García.
Manuel Antonio García García (né le 14 juin 1948 à Avilés) est un coureur cycliste espagnol. Professionnel de 1972 à 1976, il a notamment remporté une étape du Tour d'Espagne en 1974.

## Palmarès

### Palmarès amateur
- 1968
  - 3e du Tour de Cantabrie
- 1969
  - Tour de Grenade :
    - Classement général
    - 1re étape
- 1970
  - Tour de Grenade
  - 4e étape du Tour de Navarre
- 1971
  - 6e étape du Tour de Navarre

### Palmarès professionnel
- 1973
  - 9e étape du Tour de Colombie
- 1974
  - 19ea étape du Tour d'Espagne
- 1975
  - Trofeo Elola (es)

## Résultats sur le Tour d'Espagne
2 participations
- 1974 : 44e, vainqueur de la 19ea étape
- 1976 : abandon (5e étape)